# أنتوني ماكلولين
أنتوني ماكلولين هو سياسي كندي، ولد في 10 مارس 1844، وتوفي في 27 نوفمبر 1925.